# 조음 위치

1. 바깥 입술, 2. 안쪽 입술, 3. 이, 4. 치경(잇몸), 5. 후치경(뒷잇몸), 6. 전경구개(앞센입천장), 7. 경구개(센입천장), 8. 연구개(여린입천장), 9. 구개수(목젖), 10. 인두(목구멍), 11. 성문(울대문), 12. 후두개(울대머리마개), 13. 설근(혀뿌리), 14. 후설(뒤혀), 15. 전설(앞혀), 16. 설단(혓날), 17. 설첨(혀끝), 18. 혀 밑

조음 위치(調音位置)는 자음을 조음할 때 공기의 흐름이 장애를 받고 소리가 만들어지는 부분이다. 조음 위치의 명칭은 주로 조음을 돕는 조음기관 중 위턱에 있는 조음기관의 명칭으로 결정한다.

## 조음
- 양순음(두입술소리) - 윗입술과 아랫입술
- 순치음(이입술소리) - 아랫입술과 윗니
- 설순음(혓날윗입술소리) - 설단과 윗입술. [ ̼]로 표시한다.
- 치음(잇소리) - 설첨이나 설단과 윗니
- 치경음(잇몸소리) - 설단과 잇몸
- 후치경음(뒷잇몸소리) - 설단과 후치경
- 권설음(혀말이소리) - 설첨이나 설단과 경구개
- 치경구개음(잇몸센입천장소리) - 설단과 치경과 경구개 사이
- 경구개음(센입천장소리) - 전설과 경구개
- 연구개음(여린입천장소리) - 후설과 연구개
- 구개수음(목젖소리) - 후설과 목젖

- 비음(콧소리) - 연구개를 내려서 비강에서 소리를 냄. 상기의 모든 조음 위치와 병행할 수 있기 때문에 엄밀히 말해서 조음 위치이지만 조음 방법으로 분류한다.

다음은 이러한 비음화가 불가능한 조음 위치이다.
- 인두음(목구멍소리) - 설근과 인두
- 후두개음(울대머리마개소리) - 후두개와 인두
- 성문음(울대문소리) - 성대 사이의 성문

## 같이 보기
- 조음기관
- 조음 방법